# Капустный минёр
Капустный минёр, или крестоцветный минёр (лат. Liriomyza brassicae) — вид двукрылых из семейства минирующих мух.

## Описание
Среднеспинка блестяще-чёрная. Третий членик усиков жёлтый. Боковая кромка лба вдоль глаза очень узкая, коричневая. Длина крыла 1,2-1,8 мм. От близких видов уверенно можно определить по строению гениталий самцов. У самцов вершинная часть эдеагуса (дистифаллус) тёмная и имеет бочкообразную форму.

## Биология
Развивается преимущественно на растениях семейства крестоцветных, хотя может встречаться на бобовых, настурциевых, зонтичных, каперсовых, гвоздичных, лютиковых, резедовых, вербеновых и парнолистниковых.
Ущерб растениям-хозяевам обычно незначителен, хотя в отдельных регионах (например в Индии) численность вредителя может достигать уровня вредоносности, вызывая серьёзные последствия. Молодые растения более восприимчивы к повреждению, чем взрослые. Интенсивность повреждения зависит от содержания фенолов, гликозидов (глюкозинолаты) и текстуры эпидермиса листа. Растения-хозяева с высоким содержанием фенолов и глюкозинолатов в листьях более устойчивы к нападению, но листья с грубой текстурой могут препятствовать откладке яиц даже у растений с низким содержанием фенолов
Личинки поражают в основном наружные листья, которые засыхают и опадают, в то время как верхушка растения продолжает развиваться. Самки предпочитают откладывать яйца на молодые затенённые листья среднего размера. Обычно, они откладывают яйца в растение-хозяине, на котором развивалась сами. Личинки обычно образуют узкую линейную мину неправильной или змеевидной формы мину на нижней или верхней поверхности листа. Взрослые личинки выходят из мины и окукливаются в почве.

## Распространение
Имеет почти космополитическое распространение в результате случайного переноса человеком.